# Liatris cokeri
Liatris cokeri là một loài thực vật có hoa trong họ Cúc. Loài này được Pyne & Stucky mô tả khoa học đầu tiên năm 1990.